# Guillaume Hulot

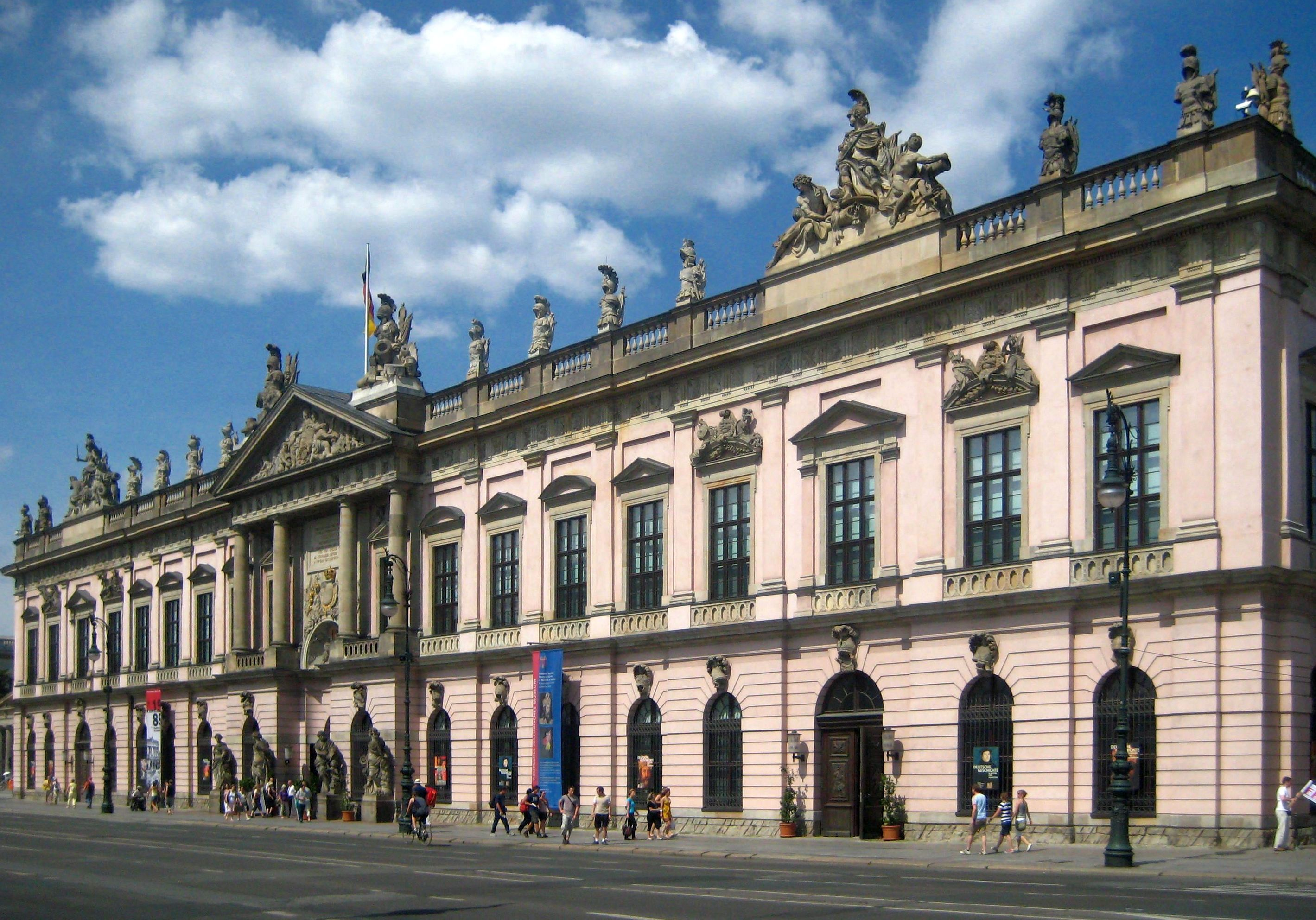
Zeughaus Berlin, Unter den Linden (2009)

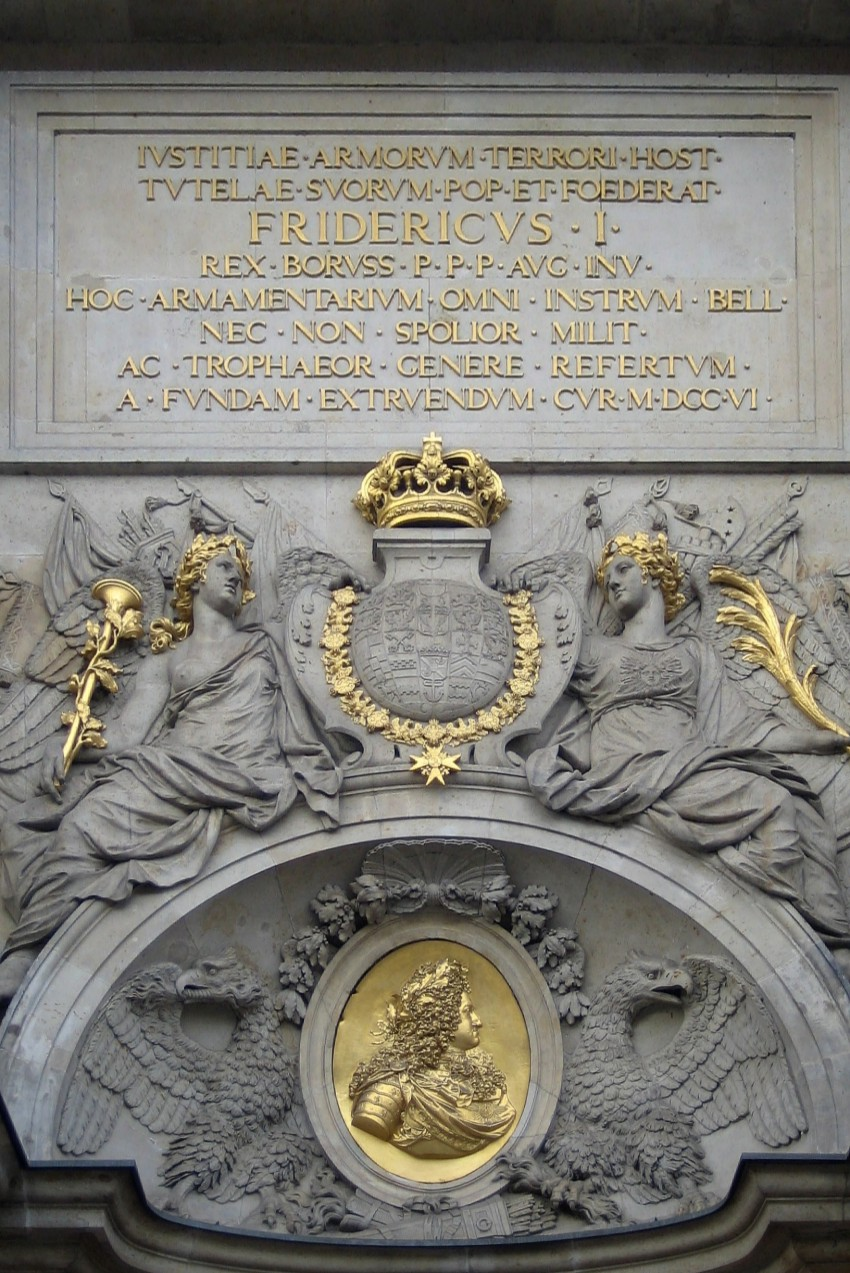
Inschrift, Wappen und Portraitmedaillon des Königs am Portalrisalit des Berliner Zeughauses (2005)

Guillaume Hulot (* um 1652 in Paris; † nach 1722) war ein französischer Bildhauer im Zeitalter des Barock. Sein Hauptwerk ist die Bauplastik des Berliner Zeughauses.

## Leben
Guillaume Hulot entstammte einer Pariser Bildhauerfamilie. Viele Lebensdaten sind nur indirekt überliefert. Sein Vater Jacques war 1655 Mitglied der Académie de Saint-Luc, der Pariser Bildhauerzunft. Sein älterer Bruder Philipp wurde 1680 als deren ancien recteur genannt und stand als Hofbildhauer im Dienst des Herzogs Philipp von Orleans, des Bruders von König Ludwig XIV.
Durch das zünftlerische Umfeld war der Lebensweg Guillaumes vorherbestimmt. Seine Ausbildung fand offenbar in der Académie royale in Paris statt, die ihn in den Jahren 1676 und 1677 mit dem 2. Grand prix auszeichnete. Seit 1677 unterrichtete dort der berühmte Antoine Coysevox und Hulot gilt als einer seiner Schüler. Am 26. Februar 1685 verheiratete sich Hulot mit Élisabeth Coustou, einer Nichte Coysevox’. Auch die Brüder der Braut, Nicolas und Guillaume hatten sich einen Namen als Bildhauer gemacht. Hulot war wie sie ein sculpteur du roy Ludwigs XIV. Er schuf bis 1700 in Holz und Stein dekorative Arbeiten für die königlichen Parks von Versailles und Marly, die Statue einer Gefährtin der Diana und ein Relief für den Invalidendom.
Im Sommer des Jahres 1700 folgte Hulot einem Ruf des brandenburgischen Kurfürsten Friedrichs III. nach Berlin. Dieser verfolgte den Plan, sich zum König in Preußen zu erhöhen und seiner Residenz Berlin den entsprechenden Glanz zu verleihen. Friedrich gilt als einer der großen Mäzene der deutschen Kunstgeschichte. Zahlreiche renommierte europäische Künstler berief er an seinen Hof und beschäftigte sie bei der Erweiterung des Berliner und Potsdamer Schlosses, den Neugestaltungen der Schlösser Monbijou, Schönhausen und Lietzenburg, später Charlottenburg genannt, und der Errichtung des Zeughauses und anderer repräsentativer Bauten in Berlin.

Als Hofbildhauer mit dem recht stattlichen Jahresgehalt von 700 Reichstalern angestellt, wurde Hulot nach Andreas Schlüter hauptsächlich am Berliner Zeughaus beschäftigt. Die Bauleitung lag bei Jean de Bodt, auf den vermutlich Hulots Berufung durch den Kurfürsten zurückging. Als sein bis heute erhaltenes Hauptwerk schuf Hulot an der Lindenseite des Gebäudes den plastischen Schmuck des Portalrisalits mit dem vergoldeten ovalen Porträtrelief des Königs samt Inschrift und Wappen und dem bekrönenden Giebelrelief zum Thema Minerva, Jünglinge im Kriegshandwerk unterweisend wie auch die Bellona-Gruppe über der westlichen und der Mars-Gruppe über der östlichen Nebenportalachse. Seine vier überlebensgroßen Frauenfiguren rechts und links des Hauptportals stellen allegorisch die Arithmetik, die Geometrie, die Mechanik und die Pyrotechnik dar. 

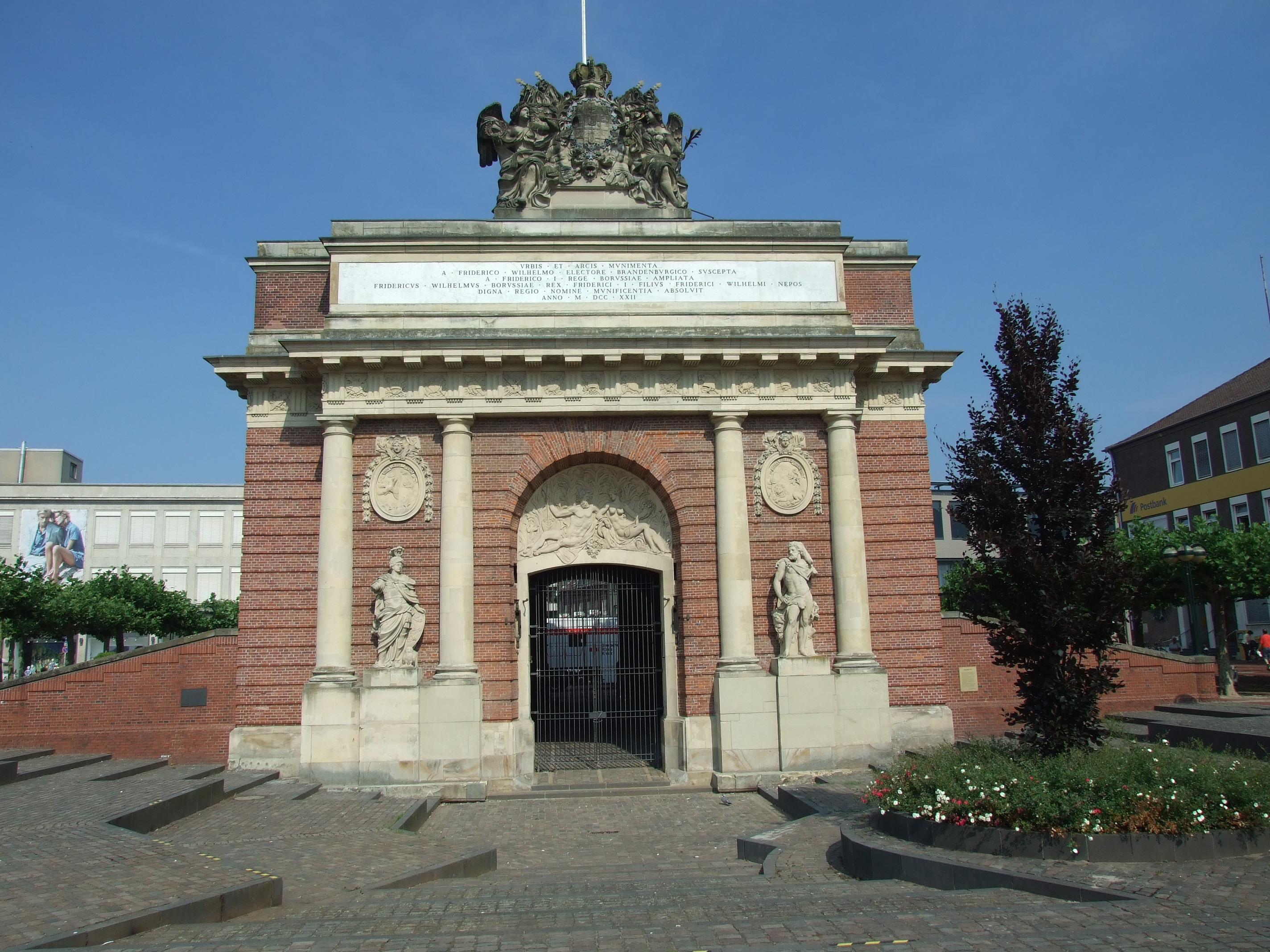
Berliner Tor der Festung Wesel (2010)

 Die auf der Balustrade ringsum errichteten Trophäenbündel gehen ebenfalls auf Hulot zurück, die in Eiche geschnitzten Relieffelder der Außentüren wohl überwiegend auf Schlüter.
Im Schloss Königs Wusterhausen blieb von Hulot die Abformung eines größeren Stuckmedaillons des sechsteiligen Zyklus Fest der Flora erhalten, der sich bis zur Kriegszerstörung im Schloss Charlottenburg befand, wie auch vervielfältigte Einzelteile in den Schlössern Berlin und Monbijou, ebenso eine Toilette der Venus. Unklar ist, ob die in Berliner Museen magazinierte Statuette und ein Kopf Friedrichs I. Hulot zugeschrieben werden können.
Zu den geplanten Monumentalbauten des Königs sollte auch ein Königstor in Berlin gehören. De Bodt hatte die Fundamente schon gelegt und Hulot das Modell und die Gussform für die bekrönende bronzene Kolossalstatue des Herrschers fertiggestellt, als der Tod Friedrichs I. im Februar 1713 ein jähes Ende der königlichen Kunstpolitik auslöste. Der neue König Friedrich Wilhelm I. schichtete die Staatsausgaben in demonstrativer Rücksichtslosigkeit nach seinen kalvinistischen Grundsätzen um, wodurch er das glanzvolle Hofleben mitsamt dem künstlerischen Schaffen in kurzer Frist zum Erliegen brachte. Von den radikalen Kürzungen der Ausgaben für den Hof waren auch die Künstler betroffen. Sie verließen Berlin und zerstreuten sich auf der Suche nach neuen Auftraggebern. Das Triumphtor wurde nicht gebaut und die Statue konnte nicht mehr gegossen werden. Es ist nicht überliefert, was Hulot in den ersten Jahren nach seiner Entlassung unternahm. De Bodt, sein Mentor, blieb als Festungsbaumeister weiter im Dienst. In den Jahren 1718 bis 1722 entstanden unter seiner Leitung das Berliner Tor und andere Bauten der Festung Wesel, wo Hulot die umfangreiche aber heute zum Teil nur noch in Replika erhaltene Bauplastik des Berliner Tors ausführte. Danach sind keine Werke Hulots bezeugt und seine Spur verliert sich.
Als ein Vertreter der streng akademischen französischen Bildhauerschule hatte Hulot einen nur schwer ablesbaren Individualstil entwickelt. Ob dramatisch wie die Bellona- und Mars-Gruppe des Zeughauses oder kühl feierlich wie im Mittelfeld von dessen Portikus ordneten sich seine Werke stets wohlberechnet der repräsentativen Gesamtwirkung der königlichen Bauten unter.